# Wilson Fitts
William Wilson Fitts (Smithville, 16 giugno 1915 – Topeka, 23 febbraio 2005) è stato un cestista statunitense, professionista nella NBL.

## Carriera
Giocò per due stagioni nella NBL, disputando complessivamente 31 partite con 2,0 punti di media.

## Palmarès
- Campione NBL (1938)